# Préaux (Ardèche)
Préaux település Franciaországban, Ardèche megyében. Lakosainak száma 706 fő (2022. január 1.). Préaux Saint-Jeure-d’Ay, Saint-Romain-d’Ay, Saint-Victor, Satillieu és Vaudevant községekkel határos.

## Népesség
A település népességének változása:
| Lakosok száma | 554  | 505  | 511  | 556  | 669  | 671  | 690  | 703  | 709  | 706  |
|               | 1968 | 1982 | 1990 | 2006 | 2013 | 2015 | 2017 | 2019 | 2020 | 2022 |